# HCMS
HCMS（Hi-Speed Copy Management System：ハイスピードコピーマネジメントシステム）は、民生用のCD-RやMini Discなどのデジタル録音機器のうち、高速録音が可能な機器に付加されているコピー防止技術。

## 概要
HCMS対応機器では、CD等から高速録音を行うと、一定時間は同じ曲を高速録音できない。一定時間以内に再び高速録音しようすると、録音作業を停止するか、通常速度での録音に切り替える。一定時間が過ぎると再び高速録音が可能になる。「一定時間」は74分の場合が多いが、条件次第では148分等になる機種もある。中には、HCMS対象曲が一定に達すると、HCMSの対象でない曲も高速録音できない機種も存在する。
高速録音はダビング時間が短縮できるという利点があるが、同時に短時間で多数の複製ができるために、海賊版が大量に発生してしまう恐れがあるという欠点も持っている。特に、MDへの高速ダビングは1992年の誕生時から技術的には可能であったが、このような行為が行われて著作権が侵害されてしまう危険から、高速ダビングの採用が遅れていた。2000年早々に2倍速での高速録音機能がようやく搭載されたが著作権侵害を避けるため、高速ダビング採用の際にこの技術を搭載し、複製が短時間で大量に作成されることを防いでいる。ただし、高速録音を行った後に電源ケーブルを抜くことで、「一定時間は同じ曲を高速録音できない」リミッターを解除することが出来てしまう機種もある。

## 仕組み
メディアに記録されているISRC（International Standed Recording Code）と呼ばれる曲ごとの固有データで、その曲が一定時間以内に高速録音されたかどうかを判別する。曲の途中で高速録音を中止した場合、その曲を一定時間以内に再び高速録音できるかどうかは機種や条件により異なる。